# Grup Mineralògic Català
El Grup Mineralògic Català és una entitat sense ànim de lucre fundada l'any 1975, que va néixer intentant aglutinar els petits nuclis dels aficionats a la mineralogia que existien dispersos per tot Catalunya. Arrelada al barri de Sants de Barcelona, l'any 2025 va rebre el premi al reconeixement col·lectiu als XXXIII Premis Sants-Montjuïc coincidint amb la celebració del 50è aniversari de l'entitat.
El Grup neix a la Secció de Geografia i Ciències Naturals del Centre Excursionista de Catalunya (CEC). El primer president de l'entitat va ser en Joaquim Folch, qui més endavant seria anomenat president d'honor de l'entitat. L'any 1978 seria un altre il·lustre mineralogista i fotògraf català, en Joaquim Mollfulleda, qui presidiria el grup fins al 1993, ostentant el càrrec de president d'honor fins a la seva mort l'any 2006. El tercer president del Grup fou en Joaquim Callén, qui va dirigir l'entitat fins a l'any 2014, sent reemplaçat per en Frederic Varela, encarregat d'enfortir les relacions amb museus i universitats, potenciant-ne l'estudi analític dels minerals. Entre els anys 2020 i 2024 el president va ser en Joan Rosell, tornant Varela de nou a presdir el grup en el mes de gener d'aquell mateix any.
El grup organitza fires de minerals com la Mineralexpo Barcelona-Sants, la Mineralexpo Sant Celoni. També col·labora amb l'organització de la trobada internacional de micromineralogia de Camprodon, la Fira de Minerals de Gualba i la Fira de Minerals Terres de Lleida, a Vallfogona de Balaguer. També era part del comitè organitzador d'Expominer, de Fira de Barcelona, una de les fires de minerals més importants del sud d'Europa. entre d'altres. L'associació publica la revista Mineralogistes de Catalunya, que també s'edita en llengua espanyola amb el nom de Paragénesis, així com un butlletí de notícies en línia anomenat Infominer. A més, el Grup es dedica a investigar, documentar i preservar el patrimoni miner del país, abordant aspectes com les mines i les seves galeries, les instal·lacions mineres i la seva història, entre d'altres, fruit del qual va néixer el projecte MinerAtlas, un servei que pretén possibilitar la localització de les mineralitzacions descrites per Josep Maria Mata i Perelló en el volum «Els minerals de Catalunya», editat per l'IEC, de manera oberta i col·laborativa.